# Ghost (chanson de Jamie-Lee Kriewitz)
Pour les articles homonymes, voir Ghost.
Chansons représentant l'Allemagne au Concours Eurovision de la chanson
Black Smoke
(2015) Perfect Life
(2017)
Ghost (en français : « Fantôme ») est la chanson représentant l'Allemagne au Concours Eurovision de la chanson 2016. Elle est interprétée par la chanteuse Jamie-Lee Kriewitz.

## Histoire
Jamie-Lee est la gagnante de la cinquième saison de The Voice of Germany diffusée du 15 octobre 2015 au 17 décembre 2015. Elle chante lors de la finale la chanson Ghost, écrite par son coach Thomas Burchia ainsi que Conrad Hensel et Anna Leyne. Le morceau atteint la onzième place des ventes en Allemagne.
Le 25 février 2016, Jamie-Lee remporte avec cette chanson le concours de sélection pour l'Eurovision. Au télévote, elle obtient 44,5 % des votes. Comme l'Allemagne fait partie du "Big Five", elle va directement en finale. La chanson obtient onze points (huit points des téléspectateurs de la Suisse, deux de ceux de l'Autriche et un point du jury de la Géorgie) et finit à la dernière place.